# Alfred Prager

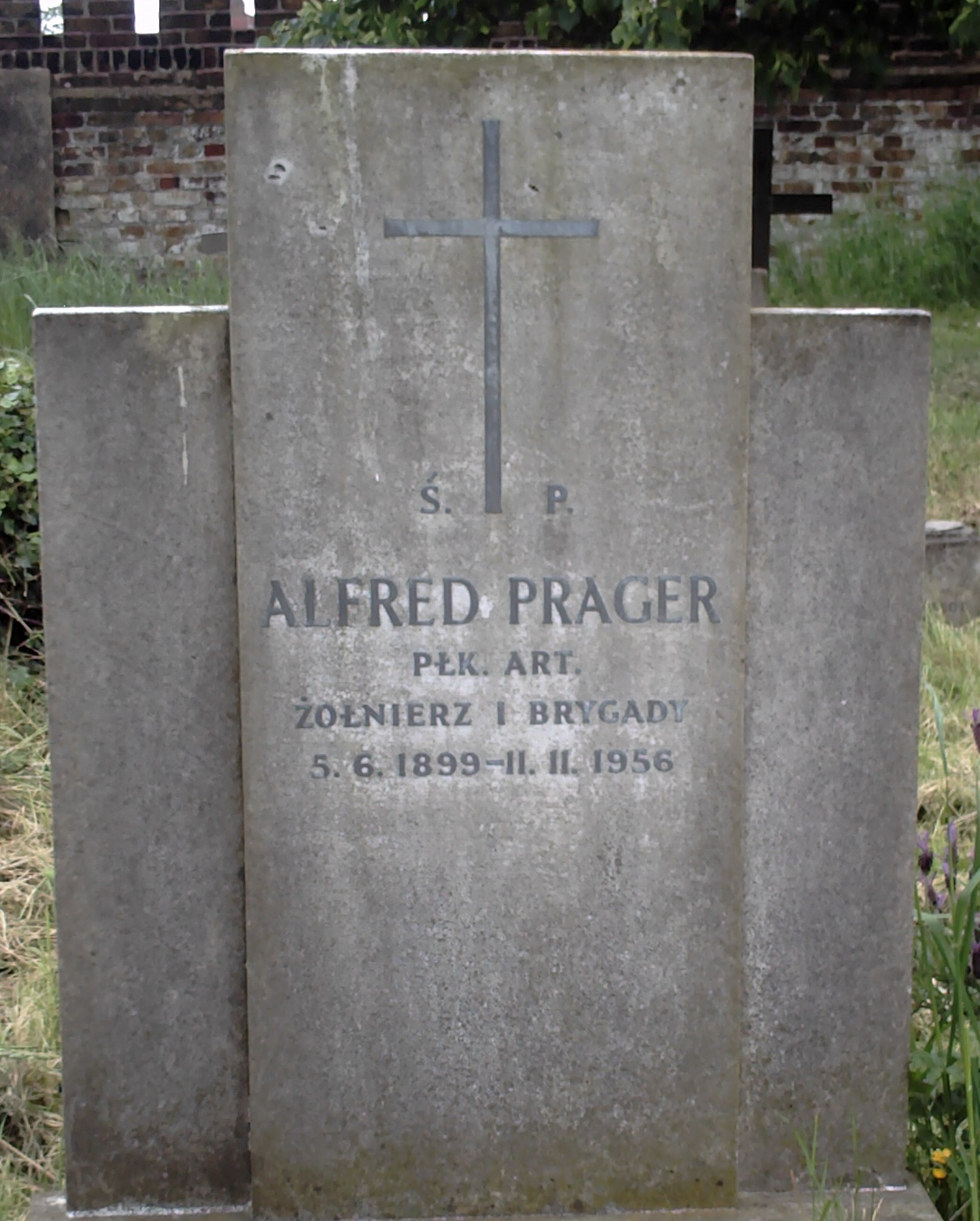
Grób płk. art. Alfreda Pragera

Alfred Prager (ur. 5 czerwca 1899 we Lwowie, zm. 11 listopada 1956 w Londynie) – legionista i peowiak, podpułkownik Wojska Polskiego II Rzeczypospolitej i Polskich Sił Zbrojnych, pułkownik artylerii.

## Życiorys
Alfred Prager urodził się 5 czerwca 1899 roku we Lwowie, w rodzinie Adolfa i Małgorzaty z domu Nibergall.
5 sierpnia 1914 roku wstąpił do Legionów Polskich. Walczył w szeregach I i V batalionu. Latem 1917 roku, po kryzysie przysięgowym, wstąpił do Polskiego Korpusu Posiłkowego. W lutym 1918 roku, po bitwie pod Rarańczą, został internowany w Żurawicy. Po ucieczce z internowania podjął działalność konspiracyjną w Polskiej Organizacji Wojskowej.
Z dniem 1 stycznia 1921 roku został mianowany z podoficera na podporucznika w 1 pułku artylerii ciężkiej.
Po zakończeniu wojny z bolszewikami pełnił zawodową służbę wojskową w 3 pułku artylerii ciężkiej w garnizonie Wilno. 3 maja 1922 roku został zweryfikowany w stopniu porucznika ze starszeństwem z dniem 1 czerwca 1919 roku i 716. lokatą w korpusie oficerów artylerii. W 1928 roku złożył maturę w gimnazjum matematyczno-przyrodniczym. 27 stycznia 1930 roku został awansowany na kapitana ze starszeństwem z dniem 1 stycznia 1930 roku i 28. lokatą w korpusie oficerów artylerii. Z dniem 1 kwietnia 1930 roku został przydzielony na pięciomiesięczny kurs dowódców baterii w Centrum Wyszkolenia Artylerii w Toruniu.
W styczniu 1931 roku otrzymał przeniesienie z 3 pac do Szkoły Podchorążych Rezerwy Artylerii we Włodzimierzu Wołyńskim. W szkole pełnił służbę na stanowiskach: oficera 2 baterii artylerii ciężkiej (1931–1932), oficera 8 baterii (1933–1934) i oficera baterii podchorążych artylerii (1934–1936). Od sierpnia 1936 roku pełnił służbę w 5 pułku artylerii ciężkiej w Krakowie. Początkowo na stanowisku dowódcy baterii, a następnie pełniącego obowiązki dowódcy dywizjonu. W 1938 roku został mianowany majorem w korpusie oficerów artylerii i zatwierdzony na stanowisku dowódcy II dywizjonu. Na tym samym stanowisku walczył w kampanii wrześniowej 1939 roku.
Z dniem 15 lipca 1943 roku został przydzielony czasowo z 1 pułku artylerii lekkiej do Biura Ogólno Organizacyjnego Ministerstwa Obrony Narodowej na okres 3 miesięcy. Na podpułkownika został awansowany ze starszeństwem z dniem 1 stycznia 1945 roku w korpusie oficerów artylerii.
W 1945 roku wyznaczony został na stanowisko I zastępcy dowódcy 15 pułku artylerii lekkiej. 17 września 1946 roku wstąpił do Polskiego Korpusu Przysposobienia i Rozmieszczenia. 16 kwietnia 1947 roku, po rozwiązaniu 15 pal, został przydzielony do 103 Oddziału PKPR (ang. 103 Basic Unit Polish Resettlement Corps).
Zmarł 11 listopada 1956 roku. Został pochowany na Cmentarzu Brompton w Londynie.
Alfred Prager był żonaty z Janiną Szczyrkowską, z którą miał syna Leszka Eugeniusza (ur. 23 listopada 1927). Syn pułkownika był inżynierem elektrykiem. 11 listopada 1965 roku otrzymał brytyjskie obywatelstwo.

## Ordery i odznaczenia
- Krzyż Niepodległości (16 marca 1933)[15]
- Krzyż Walecznych[16]
- Złoty Krzyż Zasługi z Mieczami (26 lipca 1947)
- Medal Wojska (1946)[16]
- Srebrny Krzyż Zasługi (10 listopada 1928)[17]
- Medal Pamiątkowy za Wojnę 1918–1921 (1928)[16]
- Medal Dziesięciolecia Odzyskanej Niepodległości (1928)[16]
- Srebrny Medal za Długoletnią Służbę[16]
- Brązowy Medal za Długoletnią Służbę[16]
- Medal za Wojnę 1939–1945 (Wielka Brytania)[16]
- Medal 10 Rocznicy Wojny Niepodległościowej (Łotwa)[16]